# Un enlèvement
Un enlèvement est un roman de François Bégaudeau paru en 2020.

## Synopsis
Les Legendre sont en vacances à Royan : Emmanuel, le père, est cadre supérieur ; Brune, sa femme est communicante de crise et leurs deux enfants, Justine et Louis. La ville est en émoi à la suite de la disparition de Théo, fils d'un industriel de la région, pour lequel on présage un enlèvement.  

## Accueil
Dans Le Masque et la Plume, Olivia de Lamberterie évoque un roman « très drôle », tandis que Michel Crépu trouve pour sa part le roman « ennuyeux ».